# Percy Alexander MacMahon
Percy Alexander MacMahon (26 de septiembre de 1854 - 25 de diciembre de 1929) fue un matemático que destacó especialmente en el campo de las particiones de números y la combinatoria enumerativa.

## Primeros años
Percy MacMahon nació en Malta en el seno de una familia militar británica. En aquel entonces su padre era coronel, y se retiró con el rango de brigada.
MacMahon asistió a la escuela en Cheltenham. A los 14 años ganó una beca junior para la universidad de Chentelham, a la que asistió como alumno desde el 10 de febrero de 1868 hasta diciembre de 1870. A la edad de 16 años fue admitido en la Real Academia Militar de Woolwich, que abandonó dos años después.

## Carrera militar
El 12 de marzo de 1873, MacMahon fue enviado a Madrás, en la India, con el rango temporal de teniente. En octubre de 1873 se le destinó a Lucknow, y por último serviría con la Fuerza de la Frontera de Punjab en Kohat, en la Frontera del Noroeste, siendo nombrado Segundo Subalterno el 26 de enero, e incorporándose a la Batería en febrero de 1877. En el mes de agosto, fue dado de baja por enfermedad, siendo trasladado a Muree (o Maree), una ciudad situada al norte de Kohat, a orillas del río Indo. Se desconoce la naturaleza de su enfermedad, aunque se sabe que año y medio después recibió el alta.
Este período de baja por enfermedad fue uno de los acontecimientos más significativos en la vida de MacMahon. Si hubiera permanecido en la India, sin duda se habría visto involucrado en la segunda guerra anglo-afgana, una aventura sangrienta que duró dos años y que no logró nada, ni en el sentido militar ni en el político. A principios de 1878, MacMahon regresó a Inglaterra y comenzó la secuencia de hechos que lo llevaron a convertirse en matemático en lugar de soldado. La documentación militar registra un traslado a la 3.ª Brigada en Newbridge a principios de 1878, y luego muestra a MacMahon como "supernumerario" desde mayo de 1878 hasta marzo de 1879.
En enero de 1879 se destinó a Dover, y se mudó a Sheerness en 1880. En el mismo año se inscribió en la Clase Avanzada para Oficiales de Artillería en Woolwich, donde se impartía un curso de dos años que abarcaba temas técnicos y una lengua extranjera. La finalización exitosa del curso le supuso la adjudicación de las letras "p.a.c" (clase avanzada aprobada) después del nombre de MacMahon en la su hoja de servicios.
Después de aprobar el Curso Avanzado ascendió al rango de capitán en 1881, y al año siguiente asumió un puesto como instructor en la Real Academia Militar de Woolwich, donde coincidió con Alfred George Greenhill, profesor de matemáticas en el Real Colegio de Artillería. Joseph Larmor, en una carta a The Times publicada después de la muerte de MacMahon, escribió: «El joven capitán se lanzó con un fervor indomable y una visión de los grandes problemas del campo incipiente de las formas algebraicas, tal como estaba desarrollado por Cayley, Sylvester y Salmon.»
En 1891 asumió un nuevo puesto como instructor militar de electricidad en el Royal Artillery College de Woolwich. Algunas fuentes (por ejemplo, los tres redactores de su obituario) indicaron que este puesto era de "profesor de física", pero esto no es correcto, ya que Greenhill mantuvo ese puesto hasta su propio retiro.
MacMahon se retiró de la vida militar en 1898.
s== Carrera matemática ==
MacMahon fue elegido miembro de la Royal Society en 1890. Recibió la Medalla Real en 1900, la Medalla Sylvester en 1919 y la Medalla De Morgan de la London Mathematical Society en 1923. MacMahon fue el presidente de la London Mathematical Society desde 1894 hasta 1896.
Es conocido por su estudio de la función simétrica monomial y por la enumeración de las particiones planas. Sus dos volúmenes, Análisis combinatorio, publicados en 1915/16, son los primeros libros importantes en combinatoria enumerativa. MacMahon también realizó un trabajo pionero en matemáticas recreativas y patentó varios acertijos exitosos.

## Homenaje
Un crítico en "El progreso de la ciencia en el siglo XX", escribe:

«Creo que es una pérdida para Inglaterra y para las matemáticas que el Mayor MacMahon no haya dirigido una gran escuela de investigación; el beneficio para los jóvenes matemáticos de tal líder es obvia; habrían recibido un ímpetu que la página impresa solo dará a unos pocos. ¿No es posible también que la calidad del trabajo realizado en tales circunstancias no pueda, como la misericordia, ser doblemente bendecida? [...] es imposible resistirse a la sensación de que hay países en los que la enseñanza matemática está mejor organizada que en Inglaterra».

## Representación en la película
En la película El hombre que conocía el infinito Kevin McNally interpreta a MacMahon. La película describe con precisión el primer encuentro de MacMahon y Srinivasa Ramanujan, donde Ramanujan completa con éxito algunos cálculos matemáticos. Gian-Carlo Rota señala en su introducción al Volumen I de los documentos recopilados de MacMahon:

Habría sido fascinante estar presente en una de las batallas de ingenio aritmético en el Trinity College, cuando MacMahon acosaba regularmente a Ramanujan con la demostración de una habilidad superior para el cálculo mental rápido (según lo comentado por Donald C. Spencer, quien a su vez lo escuchó de G. H. Hardy). Los relatos escritos de las vidas de estos personajes, sin embargo, omiten cualquier mención de este episodio, ya que choca con nuestros prejuicios.